# Giáo dục sức khỏe

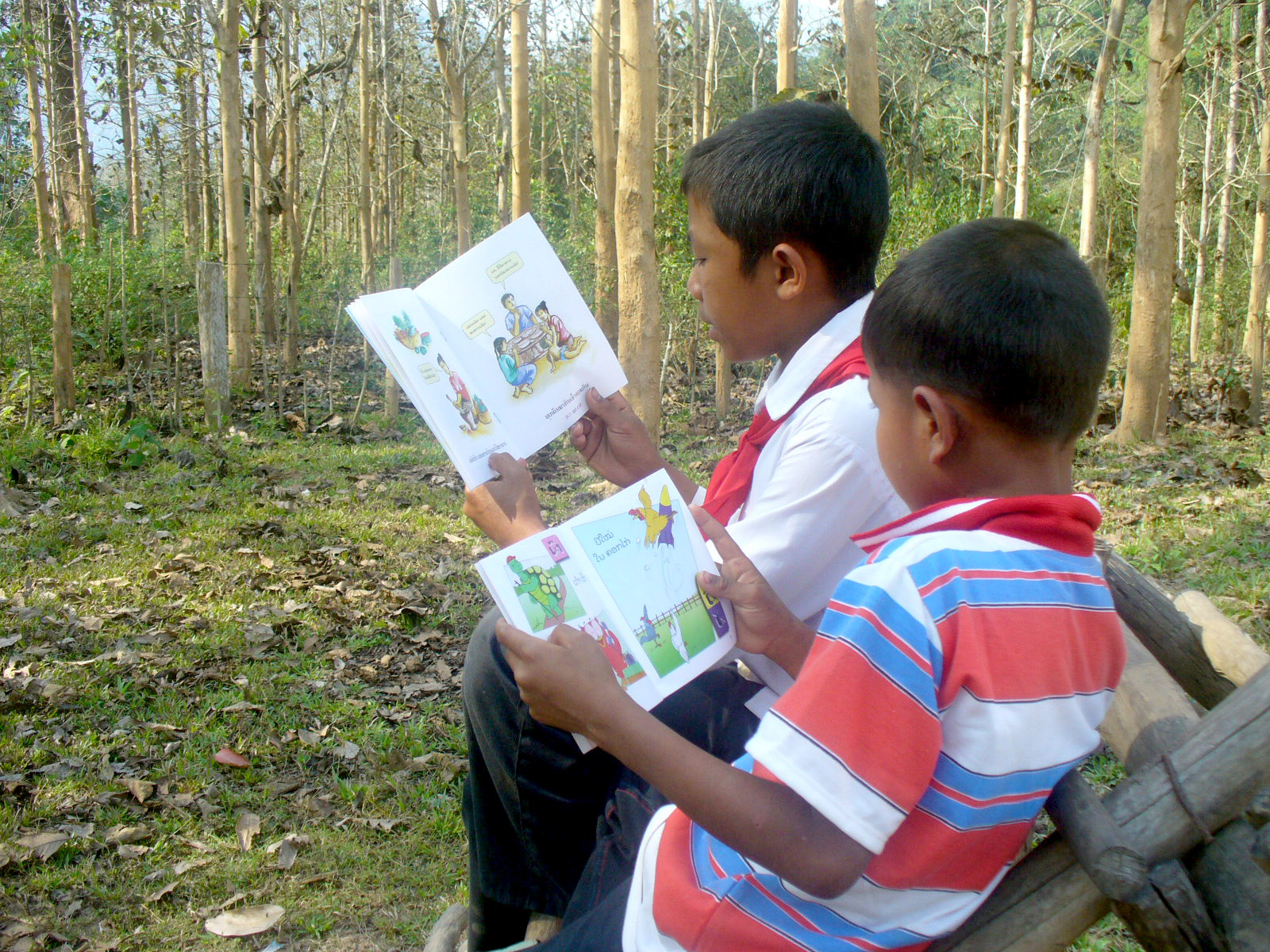
2 trẻ em ở miền quê nước Lào đang đọc một cuốn sách về ký sinh trùng ruột.

Giáo dục sức khỏe (Health Education) giống như giáo dục chung, là quá trình tác 
động có mục đích, có kế hoạch đến suy nghĩ và tình cảm của con người, nhằm 
nâng cao kiến thức, thay đổi thái độ và thực hành các hành vi lành mạnh để bảo vệ
và nâng cao sức khỏe cho cá nhân, gia đình và cộng đồng.
Giáo dục sức khỏe nói chung tác động vào 3 lĩnh vực: kiến thức của con người về sức khỏe, 
thái độ của con người đối với sức khỏe, thực hành hay cách ứng xử của con người đối với bảo vệ và nâng cao sức khỏe.
Ở Việt Nam từ trước đến nay hoạt động giáo dục sức khỏe
đã được thực hiện dưới các tên gọi khác nhau như: tuyên truyền vệ sinh phòng 
bệnh, tuyên truyền giáo dục sức khỏe, giáo dục vệ sinh phòng bệnh... Hiện nay chúng ta thống nhất tên gọi là giáo dục sức khỏe.

## Vai trò của Giáo dục sức khỏe
Từ cuối Thế kỷ XIX đến giữa thế kỷ XX, mục đích của y tế công cộng là kiểm soát được các tác hại từ các bệnh truyền nhiễm, trong đó phần lớn là dưới sự kiểm soát trong những năm 1950. Vào giữa những năm 1970, thì việc giảm thiểu bệnh tật, cái chết, và tăng chi phí chăm sóc sức khỏe tốt nhất có thể đạt được thông qua việc tập trung vào nâng cao sức khỏe và phòng chống bệnh tật. Trung tâm của các phương pháp tiếp cận mới là vai trò của nhà giáo dục y tế.. Một nhà giáo dục sức khỏe là "một cá nhân được đào tạo chuyên nghiệp và tham gia phục vụ trong một loạt các vai trò khác nhau và được huấn luyện đặc biệt để sử dụng được các chiến lược giáo dục thích hợp và phương pháp để tạo thuận lợi cho sự phát triển của chính sách, thủ tục, biện pháp, và các hệ thống có lợi cho sức khỏe của các cá nhân, nhóm và cộng đồng "(Ủy ban Hỗn hợp về ngữ, 2001, p. 100). Vào tháng 1 năm 1978, Dự án Phân định vai trò đã được đặt vào vị trí, để xác định vai trò và trách nhiệm cơ bản cho các nhà giáo dục sức khỏe. Kết quả là một khuôn khổ cho sự phát triển dựa trên Chương trình giảng dạy cho Sinh viên chuyên lĩnh vực Giáo dục sức khỏe (NCHEC, 1985). Một kết quả thứ hai là một phiên bản được chỉnh sửa của Khung Competency-Based cho phát triển chuyên môn của chuyên gia chứng nhận Giáo dục sức khỏe (NCHEC, 1996). Những tài liệu này được nêu trong 7 lĩnh vực trách nhiệm được hiển thị dưới đây.

### Trách nhiệm I: Xác định những vấn đề và nhu cầu giáo dục sức khỏe của cá nhân và cộng đồng
- Provides

Nền tảng cho việc lập kế hoạch chương trình
- Determines

Những vấn đề sức khỏe còn tồn tại trong cộng đồng
- Includes

Các nguồn lực cộng đồng sẳn có để giải quyết vấn đề
- Community Empowerment Khuyến khích cộng đồng tham gia vào những vấn đề sức khỏe mà họ đang quan tâm
- Includes

Thu thập dữ liệu và phân tích một cách khoa học

### Trách nhiệm II: Lập kế hoạch chiến lược cho chương trình giáo dục sức khỏe
- Actions

Được dựa trên việc đánh giá về các nhu cầu sức khỏe thực hiện cho cộng đồng
- Involves

Sự phát triển của các mục tiêu, mục đích cụ thể và có thể đánh giá được
- Interventions

Tiếp tục phát triển để đáp ứng các mục đích và mục tiêu đã đề ra
Chiến lược được thực hiện khi nó đủ mạnh, đủ hiệu quả và có một cơ hội hợp lý để giải quyết các kế hoạch đã niêu

### Trách nhiệm III: Thực hiện chiến lược chương trình can thiệp giáo dục sức khỏe
- Implemeion

Được dựa trên một sự hiểu biết đầy đủ về nhóm đối tượng vấn đề ưu tiên
- Utilize

Một loạt các kỹ thuật, phương tiện và phương pháp giáo dục Giáo dục sức khỏe

### Trách nhiệm IV: Tiến hành đánh giá và nghiên cứu vấn đề liên quan đến giáo dục sức khỏe
- Depending

Về việc lập, sử dụng các kiểm tra, khảo sát, quan sát, theo dõi hay các phương pháp khác nhằm mục đích thu thập dữ liệu
Nhà giáo dục sức khỏe sử dụng các nghiên cứu để cải thiện hoạt động cho chương trình.

### Trách nhiệm V: Tiến hành chiến lược chương trình can thiệp giáo dục sức khỏe
- Administration

Thường là một chức năng nhiệm vụ của các những người có kinh nghiệm
- Involves

Tạo điều kiện hợp tác giữa các nhân viên cả trong và giữa các chương trình. 

### Trách nhiệm VII: Tiếp cận nhà có chức trách về vấn đề Y tế để phát triển chương trình giáo dục sức khỏe
- Các quy định chính sách và pháp luật

## Những nguyên tắc trong giáo dục sức khỏe

### Nguyên tắc tính khoa học
Là xác định các nội dung GDSK, lựa chọn phương tiện, phương pháp một cách khoa học, làm cho các nội dung này phù hợp với từng đối tượng giáo dục, từng cộng đồng.
- Giáo dục sức khỏe có tính khoa học vì nó dựa trên cơ sở khoa học sau:

1. Những cơ sở khoa học hành vi
2. Những cơ sở tâm lý học giáo dục
3. Những cơ sở tâm lý học xã hội
4. Những cơ sở tâm lý học nhận thức
5. Lý thuyết phổ biến sự đổi mới

- Nguyên tắc tính khoa học còn được thể hiện trong việc xác định nội dung Giáo dục sức khỏe dựa trên cơ sở điều tra nghiên cứu toàn diện về xã hội, tâm lý, dịch tể, kinh tế chính trị của mỗi cộng đồng để xác định và lựa chọn vấn đề ưu tiên cần giáo dục. Những nội dung Giáo dục sức khỏe cũng phải thực sự khoa học, đã được chứng minh bằng khoa học và thực tiễn. Trong khi tiến hành Giáo dục sức khỏe không nên đưa những nội dung mà các nhà khoa học còn đang bàn cãi, chưa rõ ràng, chưa được kiểm nghiệm trong thực tiễn.
- Nguyên tắc tính khoa học được thể hiện trong việc lựa chọn những phương pháp, hình thức, phương tiện giáo dục sức khỏe khoa học, hiện đại song phải phù hợp với từng đối tượng, từng cộng đồng, từng giai đoạn, và từng hoàn cảnh kinh tế - xã hội nhất định.

### Nguyên tắctính đại chúng
- Giáo dục sức khỏe không những được tiến hành cho mọi người và vì lợi ích của mọi người trong cộng đồng xã hội, mà còn được mọi người tham gia thực hiện. Mọi người vừa là đối tượng của giáo dục sức khỏe vừa là người tiến hành giáo dục sức khỏe.
- Đối tượng của giáo dục sức khỏe rất đa dạng, không thể cùng một lúc chúng ta có thể làm thay đổi hành vi sức khỏe của tất cả mọi người với mọi vấn đề về sức khỏe.
- Việc nghiên cứu đối tượng trong một đợt hoặc một nội dung là việc làm hết sức quan trọng cho phép chúng ta đạt được mục tiêu và hiệu quả của giáo dục sức khỏe. Khi nghiên cứu đối tượng giáo dục sức khỏe chúng ta cần chú ý những đặc điểm văn hóa, địa lý, xã hội, kinh tế, tôn giáo, trình độ học vấn và yếu tố dân tộc. Nội dung, phương pháp, phương tiện giáo dục phải mang tính phổ cập phù hợp với từng loại đối tượng.

### Nguyên tắctính trực quan
- Sử dụng các phương tiện trực quan trong giáo dục sức khỏe sẽ gây được ấn tượng mạnh với đối tượng giáo dục làm cho đối tượng dễ tập trung và dễ nhớ. Để gây được ấn tượng sâu sắc cho mọi người, nội dung giáo dục sức khỏe phải được minh họa hết sức cụ thể bằng những hình tượng sinh động, các phương tiện trực quan cần sử dụng trong giáo dục sức khỏe là các tranh ảnh, mô hình, vật thật
- Sử dụng phương tiện trực quan phải nhằm tạo thuận lợi cho đối tượng suy nghĩ và hành động để đạt được những mục tiêu đã định. Tuy nhiên, cần tránh lạm dụng bất cứ nội dung gì cũng phải có phương tiện trực quan.
- Bản thân người cán bộ y tế và cơ sở y tế với toàn bộ những hoạt động của mình phải là những mẫu hình trực quan sinh động có tác dụng giáo dục mạnh mẽ nhất đối với nhân dân. Tấm gương người cán bộ y tế và cơ sở y tế thông qua các hoạt động có thể phản chiếu thành hai mặt tích cực và tiêu cực cho sự hình thành hay thay đổi hành vi sức khỏe nhân dân.

### Nguyên tắctính thực tiễn
- Mỗi lý luận khoa học về giáo dục sức khỏe đều phải góp phần tích cực giải quyết được các vấn đề sức khỏe một cách thiết thực, mang lại hiệu quả một cách cụ thể thì mới có sức thuyết phục cao.
- Chính nhân dân phải thực sự bắt tay vào làm những công việc nhằm biến đổi hiện thực chất lượng cuộc sống, trong đó có sức khỏe của họ
- Lấy thực tiễn của các kết quả hành động đó để giáo dục, đánh giá và cải tiến toàn bộ hệ thống giáo dục sức khỏe

### Nguyên tắclồng ghép
- Lồng ghép trong giáo dục sức khỏe là nhằm phát huy mọi nguồn lực sẵn có để đạt hiệu quả cao hơn trong quá trình giáo dục sức khỏe, tránh được những trùng lắp không cần thiết hoặc bỏ sót công việc, tiết kiệm nguồn lực, tránh lãng phí và nâng cao chất lượng công tác giáo dục sức khỏe.
- Lồng ghép trong giáo dục sức khỏe là sự phối hợp các mặt hoạt động trong quá trình giáo dục sức khỏe.
- Phối hợp một số hoạt động của các chương trình giáo dục sức khỏe có tính chất giống nhau hoặc có liên quan mật thiết với nhau nhằm tạo điều kiện hỗ trợ và tăng cường lẫn nhau để đạt hiệu quả chung tốt hơn.
- Phối hợp các hoạt động của giáo dục sức khỏe với các lĩnh vực hoạt động khác của ngành y tế và các ngành khác, các giới, các đoàn thể nhân dân thành một quá trình chung nhằm tạo được những hành vi sức khỏe lành mạnh, từ bỏ được hành vi sức khỏe lạc hậu, có hại cho sức khỏe của mọi người.

### Nguyên tắc tính vừa sức và vững chắc
- Nội dung và phương pháp giáo dục sức khỏe phải thích hợp với đặc điểm tâm sinh lý của từng loại đối tượng sao chp họ có thể tiếp thu được
- Phải lặp đi lặp lại nhiều lần dưới nhiều hình thức và bằng nhiều biện pháp khác nhau.

### Nguyên tắc đối xử cá biệt và bảo đảm tính tập thể
- Phải tìm cách tiếp cận và tác động khác nhau đối với từng cá nhân và từng nhóm, từng tập thể khác nhau

## Nội dung Giáo dục sức khỏe
Giáo dục sức khỏe nhằm giúp mọi người biết loại trừ và hạn chế các yếu tố tác hại đến sức khỏe và tạo nên cá yếu tố nhằm bảo vệ và tăng cường sức khỏe. Như vậy nội dung của giáo dục sức khỏe rất rộng, nó bao gồm các vấn đề liên quan đến sức khỏe thể chất, sức khỏe tinh thần và sức khỏe xã hội. Giáo dục sức khỏe không chỉ bao gồm giáo dục về phòng bệnh, phát hiện bệnh, điều trị bệnh, phục hồi sức khỏe mà còn nhằm nâng cao sức khỏe. Giáo dục sức khỏe không phải chỉ cho các cá nhân mà cho cả tập thể cộng đồng, cho cả người ốm và người khỏe.
Tuy vậy, một số nội dung ưu tiên cần được giáo dục dưới đây.

## Lập kế hoạch Giáo dục dục sức khỏe
Việc lập kế hoạch Giáo dục sức khỏe được tiến hành theo các 8 bước sau:

## Giáo dục sức khỏe ở trên thế giới
Có nhiều quốc gia đã phát triển một chương trình giảng dạy Giáo dục sức khỏe, như:

### Romania
Từ năm 2001, Bộ Giáo dục, Nghiên cứu, Thanh niên và Thể thao đã phát triển một chương trình quốc gia về Giáo dục Y tế. Chương trình Giáo dục Y tế Quốc gia Rumani trường được coi là một ưu tiên cho sự can thiệp của Quỹ Toàn cầu (Global Fund) và các cơ quan của Liên Hợp Quốc.

### Nhật Bản
Shokuiku (Kanji: 食育) là Nhật ngữ cho "thực phẩm giáo dục". Pháp luật định nghĩa nó là "thu nhận kiến thức về thực phẩm và dinh dưỡng, cũng như khả năng thực hiện các quyết định thích hợp thông qua kinh nghiệm thực tế với thực phẩm, với mục đích phát triển khả năng sống trên một người dân khỏe mạnh chế độ ăn uống".
Nó được khởi xướng bởi SAGEN Ishizuka, một bác sĩ quân đội nổi tiếng và tiên phong của chế độ ăn chay. Sau sự ra đời của phương Tây thức ăn nhanh trong những năm cuối thế kỷ 20, chính phủ Nhật Bản bắt buộc giáo dục về dinh dưỡng và thực phẩm nguồn gốc, bắt đầu với các Luật cơ bản của Shokuiku vào năm 2005, và theo sau với Luật Sức khỏe trường trong năm 2008. Các trường Đại học đã thành lập các chương trình giảng dạy shokuiku trong các trường công lập, cũng như điều tra hiệu quả của nó thông qua các nghiên cứu học thuật.
Mối quan tâm lớn đã dẫn đến sự phát triển của pháp luật shokuiku bao gồm:
- Học sinh bỏ bữa sáng.
- Trẻ em mua những bữa ăn tại một cửa hàng tiện lợi thay vì ăn với cha mẹ của họ.
- Các gia đình không ăn bữa ăn cùng nhau.
- Lớp học trong shokuiku sẽ nghiên cứu các quá trình làm thực phẩm, chẳng hạn như canh hoặc lên men; như thế nào phụ gia tạo hương vị; và nơi thực phẩm đến.

### Ba Lan
Giáo dục sức khỏe ở Ba Lan là không bắt buộc, nhưng nghiên cứu đã chỉ ra rằng ngay cả với cấy của giáo dục sức khỏe mà thanh thiếu niên của Ba Lan vẫn không chọn sống một lối sống khỏe. Giáo dục sức khỏe vẫn còn cần thiết ở Ba Lan, nhưng các yếu tố của những gì là thực sự có sẵn, đặc biệt là ở các khu vực nông thôn, và những gì là giá cả phải chăng ảnh hưởng đến các quyết định nhiều hơn những gì là lành mạnh.

### Đài Loan
Các Giáo dục sức khỏe tại Đài Loan tập trung vào nhiều chủ đề, này bao gồm nhưng không giới hạn.
Giáo dục cho học sinh để tăng cường sức khỏe của nó satue
giúp các bậc cha mẹ sử dụng các nguồn lực y tế, thông tin
Dạy học sinh hiểu được các bệnh cụ thể và kiến thức y tế cơ bản được biết
giúp thanh thiếu niên để xử lý các vấn đề tiền tệ, những người như kinh nguyệt, cương cứng.

### Việt Nam
Ở Việt Nam từ trước đến nay hoạt động giáo dục sức khỏe
đã được thực hiện dưới các tên gọi khác nhau như: tuyên truyền vệ sinh phòng 
bệnh, tuyên truyền giáo dục sức khỏe, giáo dục vệ sinh phòng bệnh.